# Economidichthys pygmaeus
Economidichthys pygmaeus är en fiskart som först beskrevs av Holly 1929.  Economidichthys pygmaeus ingår i släktet Economidichthys och familjen smörbultsfiskar. IUCN kategoriserar arten globalt som livskraftig. Inga underarter finns listade i Catalogue of Life.